# Siedlung (Kleinlangenfeld)
Siedlung ist ein Weiler der Ortsgemeinde Kleinlangenfeld im Eifelkreis Bitburg-Prüm in Rheinland-Pfalz.

## Geographische Lage
Siedlung liegt rund 1,3 km östlich des Hauptortes Kleinlangenfeld auf einer Hochebene. Der Weiler ist von einigen landwirtschaftlichen Nutzflächen sowie umfangreichem Waldbestand im Osten und Süden umgeben. Im Weiler münden der Waldbach und der Mittelbach in den Litzerbach. Die Ansiedlung weist eine der Streusiedlung ähnliche Struktur auf.

## Kultur und Sehenswürdigkeiten

### Wegekreuze
Im Weiler Siedlung befinden sich zwei Wegekreuze in unmittelbarer Nähe zueinander an der Ortsdurchfahrt. Eines befindet sich bei dem Höhenpunkt auf 533,8 m über NHN.

### Grenzsteine
Östlich von Kleinlangenfeld im gleichnamigen Forstgebiet befindet sich der sogenannte „Lange Stein“. Es handelt sich um einen obeliskförmigen Basaltstein mit einem eingearbeiteten Kreuz, den Buchstaben „KW“ und einer heute nicht mehr vollständig erhaltenen Jahreszahl. Am Ort des Steins treffen mehrere Gemarkungsgrenzen aufeinander.
In unmittelbarer Nähe zum Langen Stein befindet sich zudem ein weiterer historischer Grenzstein. Dieser weist eine einfache quaderförmige Gestalt auf und besitzt ebenfalls ein eingearbeitetes Kreuz.

### Hochmoor
Wenig südlich von Siedlung auf 618 m über NHN befindet sich das Hochmoor auf dem Hohlscheid. Dieses ist seit dem 1. Dezember 1987 als Naturdenkmal ausgewiesen.
Siehe auch: Liste der Kulturdenkmäler in Kleinlangenfeld
Siehe auch: Liste der Naturdenkmaler in Kleinlangenfeld

### Naherholung
Zum Wandern eignet sich besonders das ausgedehnte Waldgebiet des Kleinlangenfelder Waldes. Hier gibt es mehrere Wanderwege. Der nächstgelegene zum Weiler Siedlung ist die Runde von Steffeln im Landkreis Vulkaneifel mit einer Länge von 10,6 km.

## Verkehr
Es existiert eine regelmäßige Busverbindung ab Kleinlangenfeld.
Siedlung ist durch die Kreisstraße 169 von Kleinlangenfeld in Richtung Steffeln erschlossen.